# Irvine Welsh
Irvine Welsh (Edimburgo, 27 de setembro de 1958) é um romancista e roteirista escocês, autor do polêmico sucesso Trainspotting, seu primeiro livro, lançado em 1993 que, posteriormente, em 1996, foi transformado em filme pelo diretor Danny Boyle. Em 2002 lançou a sequência de Trainspotting, Porno.

## Biografia
Irvine Welsh nasceu em Leith, uma zona portuária a leste da capital escocesa Edimburgo, e aos quatro anos sua família se mudou para um loteamento habitacional (housing schemes) de Muirhouse, subúrbio de Edimburgo. Aos 16, Welsh se formou no Ainslie Park High School, cursou engenharia eletrônica, por um tempo trabalhou como técnico de aparelhos de televisão e passou por diversos empregos. A mãe de Welsh trabalhava como garçonete. Seu pai foi estivador nas docas de Leith até que sérios problemas de saúde obrigaram-no a deixar a profissão e passar a vender tapetes de porta em porta; ele morreu quando Irvine Welsh tinha 25 anos. 
Em 1978, Welsh deixou Edimburgo para se envolver com o movimento punk de Londres, onde tocou guitarra e cantou nas bandas The Public Lice e Stariway 13; o nome desta última foi inspirado em dois desastres ocorridos no estádio escocês Ibrox, em 1902 e em 1971. Após uma série de detenções por pequenos delitos e, finalmente, uma prisão por vandalismo ao Centro Comunitário de North London, Welsh resolveu mudar de vida. Trabalhou para o Conselho de Hackney, em Londres, e cursou computação com bolsa de estudos. Em meados dos anos 80, aproveitando-se da revitalização de North London, Welsh começou a reformar casas para revender. Após a expansão imobiliária de North London, retornou para Edimburgo, onde trabalhou para o município no departamento de habitação. Fez o MBA na Heriot-Watt University, escrevendo uma tese sobre a criação de oportunidades iguais para as mulheres. 
Welsh fez várias turnês de leitura ao redor do mundo e atuou como DJ, promotor de eventos e produtor de house music, sua paixão. Como muitos de seus personagens, torce para Hibs. Lecionando sobre escrita criativa, em Chicago, conheceu uma americana 21 anos mais nova, Beth Quinn, com quem se casou em Julho de 2005. Welsh considera a diferença de idade irrelevante. “Nunca me importei com faixa etária… Nunca pensei, ‘Preciso encontrar alguém mais novo do que eu”. Welsh já havia se casado antes, em 1984, com Anne Ansty, e divorciou-se após quase 20 anos. 
Welsh vive atualmente na Irlanda. Em uma entrevista ao The Daily Mail, em 7 de Agosto de 2006, descreveu-se como "Nem tão classe média nem tão classe alta. Sou um homem das artes. Eu escrevo. Sento e olho o jardim pela janela. Gosto de livros. Adoro a densidade e complexidade de Jane Austen e George Eliot. Ouço música. Viajo. Posso ir ao cinema, quando estou a fim.” Descreve-se também como monogâmico: "Parece chato, mas é assim que sou".

## Ficção
Welsh publicou sete romances e três livros de contos. O primeiro romance, Trainspotting, posteriormente transformado em filme pelas mãos do cineasta Danny Boyle, com base no diário e em anotações do próprio autor anos antes, começou a ser escrito nas pausas durante o processo de elaboração de sua tese acadêmica. Em meados da década de 1980, Welsh usa uma série de narrativas curtas que se cruzam para contar a história de um grupo de personagens interligados por uma amizade se desfazendo, o vício pela heroína e a tentativa de fugir do tédio opressor e da brutalidade de suas vidas nos loteamentos. Seu lançamento causou indignação de alguns círculos literários e foi amplamente elogiado por outros. A revista britânica Time Out chamou o livro de “divertido, implacavelmente cáustico, autêntico e inventivo”. O jornal The Sunday Times disseu que Welsh foi “a melhor coisa que surgiu na literatura britânica nas últimas décadas”. O crítico Kevin Williamson, amigo pessoal de Welsh, chegou a dizer que Trainspotting "merece vender mais exemplares do que a Bíblia". Após o lançamento do filme, o senador estadunidense Bob Dole criticou duramente o livro durante a campanha eleitoral para a presidência de 1996, apesar de ter admitido que de fato nunca chegou a assistir ao filme nem a ler ao livro.
No Brasil, trazido pela editora Rocco, o livro foi traduzido pela dupla Daniel Galera e Daniel Pellizzari, escritores brasileiros, também tradutores da edição brasileira de Pornô.
A segunda publicação foi o livro de contos The Acid House. A maioria dos contos se passa no mesmo ambiente proletário de Transpotting e emprega temas semelhantes. No entanto, Welsh traz neste livro uma abordagem fantástica, como no conto The Acid House, em que a mente de um bebê e a mente de um viciado em drogas trocam de corpos, ou em The Granton Star Cause, em que Deus transforma um homem em uma mosca como punição por ter desperdiçado a vida. 
O terceiro livro de Welsh, o romance Marabou Stork Nightmares, alterna entre histórias de criminosos nos loteamentos da classe trabalhadora da Escócia e uma alucinante aventura na África do Sul. Aos poucos surgem temas em comum entre as duas narrativas, culminando em uma chocante final. 
Divulgado em meio à publicidade em torno do lançamento de Transpotting nos cinemas, o próximo livro, Ecstasy: Three Tales of Chemical Romance (1996), tornou-se a obra literária mais madura até então produzida por Welsh. A trama se desenrola separadamente em três novelas: a primeira, Lorena Goes To Livingston, faz uma sátira aos romances clássicos da literatura britânica, a segunda, Fortune's Always Hiding, é uma história de vingança envolvendo o sedativo talidomida, e a terceira, The Undefeated, descreve um insólito romance entre uma jovem mulher insatisfeita com os limites de sua vida suburbana e um dançarino de meia-idade. Comédia de humor negro, o livro se tornou best-seller na primeira semana do lançamento e foi traduzido para 20 línguas. O último conto de Ecstasy: Three tales of Chemical Romance foi transformado em peça de teatro no Canadá. A peça, que também foi apresentada no festival Fringe Festival, de Edimburgo, foi considerada a melhor adaptação de seu trabalho, segundo o próprio Irvine Welsh. O livro ainda não foi lançado no Brasil, 
Em Filth (1998), Bruce Robertson é o policial corrupto, racista, misógino, homofóbico, psicótico e sociopata que divide a narrativa do romance com sua tênia. As duas narrativas seguem de forma paralela, cada uma apresentando ao leitor aspectos diferentes sobre o personagem principal. Bruce, em linguagem chula, procura construir para si a imagem de um homem forte, que procura disfarçar no convívio com seus colegas de trabalho suas tendências violentas. Cabe ao verme, em uma linguagem culta e bem articulada, revelar a infância do personagem, dando ênfase aos traumas por ele sofridos. 
Glue (2001) foi um regresso aos locais, temas e à forma episódica utilizada em Trainspotting, contando as histórias de quatro personagens em diferentes décadas de suas vidas e sobre as obrigações que os mantiveram unidos. 
Welsh reutiliza personagens de Glue numa espécie de sequência para Transpotting; o romance Porno. Na segunda tradução para o português do Brasil, Sick Boy resolve retornar para Edimburgo a fim de iniciar um novo projeto: abrir uma produtora de filmes pornográficos. Com a ajuda de velhos amigos do Leith, Sick Boy planeja levar sua obra prima do cinema pornográfico, capciosamente intitulada Sete ninfas para sete irmãos, para o Festival de Canes. Neste livro encontramos Renton diferente, mais maduro e saudável, Spud ainda um junkie e pai de uma criança e o agora recém saído da cadeia Frank Degbie, mais psicopata do que nunca e jurando vingança contra Renton.
Em 2007, Welsh publicou If You Liked School You'll Love Work, finalmente um novo livro de contos, em mais de uma década.
A pedido de Daily Telegraph, Welsh viajou com um grupo de escritores e jornalistas para o Sudão em 2001. Um livro intitulado The Weekenders: Travels in the Heart of Africa foi o resultado desta viagem. Mais tarde Welsh aproveitou da experiência para escrever a nova novela Contamination, que trata sobre a violência e os líderes militares da região. Um segundo livro, The Weekenders: Adventures in Calcutta, foi publicado em 2004. Welsh, Ian Rankin e Alexander McCall Smith contribuíram cada um com um conto para a antologia One City, publicada em 2005, em prol da One City Trust, organização de inclusão social em Edimburgo. 
Em 2008, o Brasil ganhou uma nova tradução de um romance de Irvine Welsh. Traduzido por Daniel Frazão, As Revelações Picantes dos Grandes Chefs (The Bedroom Secrets of the Master Chefs, 2006): um romance que se passa em Edimburgo, cidade natal de Welsh, e que conta a história dos jovens antagônicos Danny Skinner e Brian Kibby. O primeiro é briguento, se dá bem com as mulheres, é bom bebedor e trabalha como agente de saúde do Conselho Municipal de Edimburgo, onde fiscaliza, entre outros locais, restaurantes finos da cidade. Sua rotina é movimentada com a chegada de Kibby, sujeito pacato, introvertido, que coleciona trens de brinquedo.
É em torno da aversão de Skinner a Kibby, de seus diferentes modos de encarar a vida que Welsh focaliza sua tinta -ele cita a influência de Dr. Jekyll e Mr. Hyde. 
Welsh recentemente publicou o romance Crime, cujo personagem principal é o escocês Ray Lennox (um policial que apareceu no livro Filth). Este romance foge da ambientação peculiar dos livros de Welsh. Crime se passa na Flórida, e o Inspetor Detetive Ray Lennox é forçado a entrar em férias após um colapso mental devidos a estresse ocupacional, a perseguição a um pedófilo e por seu envolvimento com cocaína. 
Segundo o site da revista Variety, Welsh trabalhará como escritor e diretor na comédia futebolística The Magnificent Eleven ("Os magníficos onze", em português). A produção, que começa a filmagem no segundo semestre de 2009, é dita como uma modernização de The Magnificent Seven (Sete Homens e um Destino, no título em português), clássico faroeste de 1960, com Eli Wallach, Steve McQueen e Charles Bronson no elenco. "Os magníficos onze" serão, no caso, um time de futebol amador. O enredo se focará, ainda, em um restaurante indiano e uma trupe de bandidos ameaçadores.
Welsh também está atualmente escrevendo um “prequel” de Trainspotting, que se chamará Skagboys.

### Romances
- Trainspotting (1993)
- Marabouk Stork Nightmare (1995)
- Ecstasy: Three Tales of Chemical Romance (1996)
- Filth (1998)
- Glue (2001) – (no Brasil: Cola, 2019)
- Porno (2002)
- As Revelações Picantes dos Grandes Chefs (2006)
- Crime (2008)
- Skagboys (2012)
- A Vida Sexual das Gêmeas Siamesas (2014)
- A Decent Ride (2015)
- The Blade Artist (2016)
- Dead Men's Trousers (2018)

### Contos
- The Acid House (1994)
- Se Você Gostou da Escola, Vai Adorar Trabalhar (If You Liked School You'll Love Work) (2007)
- Ecstasy: Three Tales of Chemical Romance (1996)
- Reheated Cabbage (2009)

### Peças
- You'll Have Had Your Hole (1998)
- Dose (1998)

### Roteiros
- The Acid House (1998)
- Wedding Belles (2007)
- Irvine Welsh’s Crime (2021)